# Élections fédérales australiennes de 1914
Des élections législatives et sénatoriales fédérales ont lieu le 5 septembre 1914 en Australie afin de renouveler 75 sièges de la Chambre des représentants et 36 sièges du Sénat. La Chambre des représentants a ensuite choisi comme premier ministre Andrew Fisher, pour son troisième mandat en tant que premier ministre. 
L'élection a été déclenchée avant la déclaration de guerre en août 1914.